# Marian Denkiewicz
Marian Denkiewicz ps. „Skoczek”, „Kret” (ur. 2 stycznia 1923 w Nowym Dworze Mazowieckim, zm. 2 lutego 2016) – major Wojska Polskiego.

## Życiorys
W konspiracji w Kierownictwie Walki Podziemnej w Okręgu Warszawskim AK. W 1944 roku, w stopniu plutonowego, walczył w szeregach 6. kompanii 78 pułku piechoty AK (Grupa Kampinos AK). 
Major w stanie spoczynku Sił Zbrojnych III RP. Od 2015 należał do Związku Oficerów Rezerwy Rzeczypospolitej Polskiej.

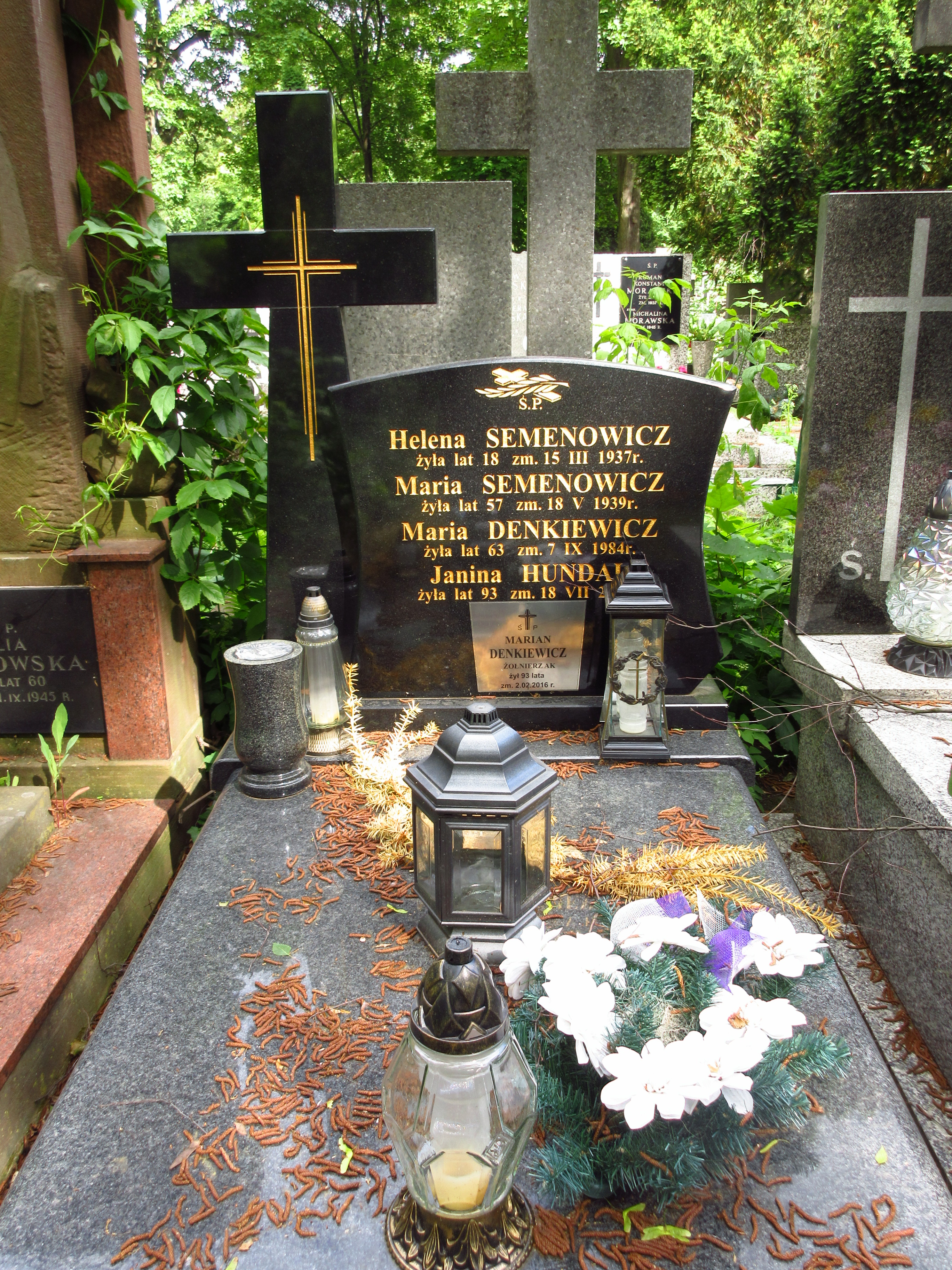
Grób majora Mariana Denkiewicza na Cmentarzu Bródnowskim.

Zmarł 2 lutego 2016 roku. 12 lutego 2016 roku został pochowany na cmentarzu Bródnowskim w Warszawie (kwatera 37A-4-18).

## Ordery i odznaczenia
- Krzyż Srebrny Orderu Wojennego Virtuti Militari
- Krzyż Kawalerski Orderu Odrodzenia Polski - 30 sierpnia 1999[1]
- Krzyż Walecznych